# جيمس نوكس (دراج)
جيمس نوكس (بالإنجليزية: James Knox)‏ هو دراج بريطاني، ولد في 4 نوفمبر 1995 في Kendal ‏ في المملكة المتحدة.

## وصلات خارجية
- جيمس نوكس على موقع الاتحاد الدولي للدراجات (الإنجليزية)
- جيمس نوكس على موقع أرشيف الدراجات (الإنجليزية)
- جيمس نوكس على موقع إحصائيات الدراجات الإحترافية (الإنجليزية)
- جيمس نوكس على موقع نسبة الدراجات (الإنجليزية)